# Bazouges-sur-le-Loir
Bazouges-sur-le-Loir és un municipi francès situat al departament del Sarthe i a la regió de País del Loira. L'any 2007 tenia 1.189 habitants.

## Demografia

### Població
El 2007 la població de fet de Bazouges-sur-le-Loir era de 1.189 persones. Hi havia 474 famílies de les quals 108 eren unipersonals (32 homes vivint sols i 76 dones vivint soles), 185 parelles sense fills, 149 parelles amb fills i 32 famílies monoparentals amb fills.
La població ha evolucionat segons el següent gràfic:
Habitants censats

### Habitatges
El 2007 hi havia 589 habitatges, 485 eren l'habitatge principal de la família, 32 eren segones residències i 71 estaven desocupats. 557 eren cases i 31 eren apartaments. Dels 485 habitatges principals, 382 estaven ocupats pels seus propietaris, 97 estaven llogats i ocupats pels llogaters i 6 estaven cedits a títol gratuït; 2 tenien una cambra, 24 en tenien dues, 78 en tenien tres, 122 en tenien quatre i 258 en tenien cinc o més. 327 habitatges disposaven pel capbaix d'una plaça de pàrquing. A 194 habitatges hi havia un automòbil i a 249 n'hi havia dos o més.

### Piràmide de població
La piràmide de població per edats i sexe el 2009 era:
| Homes | Edats   | Dones |
| ----- | ------- | ----- |
| 0     | 95 o +  | 0     |
| 8     | 90 a 94 | 12    |
| 4     | 85 a 89 | 4     |
| 24    | 80 a 84 | 4     |
| 28    | 75 a 79 | 48    |
| 12    | 70 a 74 | 36    |
| 24    | 65 a 69 | 24    |
| 28    | 60 a 64 | 28    |
| 24    | 55 a 59 | 16    |
| 24    | 50 a 54 | 36    |
| 44    | 45 a 49 | 28    |
| 32    | 40 a 44 | 36    |
| 40    | 35 a 39 | 28    |
| 56    | 30 a 34 | 48    |
| 44    | 25 a 29 | 36    |
| 28    | 20 a 24 | 28    |
| 32    | 15 a 19 | 20    |
| 20    | 10 a 14 | 32    |
| 48    | 5 a 9   | 56    |
| 28    | 0 a 4   | 24    |

## Economia
El 2007 la població en edat de treballar era de 702 persones, 539 eren actives i 163 eren inactives. De les 539 persones actives 496 estaven ocupades (272 homes i 224 dones) i 43 estaven aturades (10 homes i 33 dones). De les 163 persones inactives 81 estaven jubilades, 47 estaven estudiant i 35 estaven classificades com a «altres inactius».

### Ingressos
El 2009 a Bazouges-sur-le-Loir hi havia 482 unitats fiscals que integraven 1.234,5 persones, la mediana anual d'ingressos fiscals per persona era de 17.584 €.

### Activitats econòmiques
Dels 45 establiments que hi havia el 2007, 1 era d'una empresa extractiva, 2 d'empreses alimentàries, 3 d'empreses de fabricació d'altres productes industrials, 7 d'empreses de construcció, 14 d'empreses de comerç i reparació d'automòbils, 2 d'empreses de transport, 3 d'empreses d'hostatgeria i restauració, 3 d'empreses financeres, 1 d'una empresa immobiliària, 4 d'empreses de serveis, 3 d'entitats de l'administració pública i 2 d'empreses classificades com a «altres activitats de serveis».
Dels 10 establiments de servei als particulars que hi havia el 2009, 1 era una oficina de correu, 2 tallers de reparació d'automòbils i de material agrícola, 2 paletes, 1 fusteria, 3 lampisteries i 1 perruqueria.
Dels 3 establiments comercials que hi havia el 2009, 1 era una botiga de menys de 120 m², 1 una fleca i 1 una botiga de mobles.
L'any 2000 a Bazouges-sur-le-Loir hi havia 22 explotacions agrícoles que ocupaven un total de 1.360 hectàrees.

## Equipaments sanitaris i escolars
L'únic equipament sanitari que hi havia el 2009 era una farmàcia.
El 2009 hi havia 2 escoles elementals.

## Poblacions més properes
El següent diagrama mostra les poblacions més properes.